# Distretto di Namtumbo
Il distretto di Namtumbo è un distretto della Tanzania situato nella regione del Ruvuma. È suddiviso in 18 circoscrizioni (wards) e conta una popolazione di 201 639 abitanti (censimento 2012). 
Elenco delle circoscrizioni:
- Rwinga
- Mkongo
- Ligera
- Lusewa
- Magazini
- Msindo
- Luchili
- Namabengo
- Kitanda
- Luegu
- Namtumbo
- Mgombasi
- Iitola
- Likuyuseka
- Mputa
- Hanga
- Limamu
- Mchomoro